# Mexico City Blues
Mexico City Blues est un recueil de poèmes écrits par l'écrivain américain d'origine franco-canadienne Jack Kerouac, publié en 1959. Il est composé de 242 chorus ou strophes. Le style est inspiré du rythme du jazz et du bebop.
La plupart des poèmes du recueil ont été écrits durant l’été 1955, en trois semaines, à Mexico, en compagnie de William Garver, ami de Kerouac.